# Porte du Bel-Air
La porte du Bel-Air est  située dans le 12e arrondissement de Paris et plus précisément dans le quartier administratif du Bel-Air.

## Situation et accès
La porte du Bel-Air est située dans le bois de Vincennes et à proximité de Saint-Mandé (Val-de-Marne).

## Historique
À l'origine, la porte du Bel-Air était située sur le territoire de la commune de Saint-Mandé (appartenant alors, comme Paris, au département de la Seine). Cette partie est par la suite annexée à Paris par le décret du 18 avril 1929.
Situées dans le bois de Vincennes, la porte du Bel-Air, la porte Jaune et la porte de Saint-Mandé ne font pas partie des portes de l’agglomération parisienne.
Certains documents officiels comportent une fâcheuse erreur, indiquant que cette porte est au débouché de l'avenue du Bel-Air (qui est une voie appartenant à la partie urbanisée du 12e arrondissement et qui s’étend de la place de la Nation à l’avenue de Saint-Mandé). Il s’agit en réalité du débouché d’un quasi-homonyme, l’avenue de Bel-Air, ancienne appellation de l'avenue Anna-Politkovskaïa et appartenant aussi au 12e arrondissement, mais située dans le bois de Vincennes.